# Operación Plus Ultra (película)
Operación Plus Ultra es una película española de 1966, que recrea el programa de radio de la Cadena SER Operación Plus Ultra.
- Datos: Q6051425